# Chorisoneura nigrostriga
Chorisoneura nigrostriga är en kackerlacksart som beskrevs av Morgan Hebard 1929. Chorisoneura nigrostriga ingår i släktet Chorisoneura och familjen småkackerlackor. Inga underarter finns listade i Catalogue of Life.